# Kolmårdens Insamlingsstiftelse
Kolmårdens Insamlingsstiftelse (KIS) grundades för att stödja långsiktig och utvecklande naturvård. Kolmårdens Insamlingsstifltelse är fristående från Kolmårdens Djurpark. Stiftelsen samlar in pengar till olika bevarandeprojekt för djur i det vilda. Varje år väljs ett djur som ska stå i fokus. Oftast handlar det om djur som har anknytning till djurparken på ett eller annat sätt. På det sättet får en speciell djurart i starkt behov av hjälp lite extra hjälp på traven. 